# Joachim Palm
Joachim Palm (* 28. August 1935 in Berlin; † 15. November 2005 in Altdorf, Landkreis Böblingen) war ein deutscher Politiker (CDU).
1954 trat Palm in die CDU ein. Dort war er zunächst Vorsitzender der Jungen Union Tempelhof sowie des CDU-Ortsverbandes Marienfelde. Danach war er Mitglied des CDU-Landesvorstandes in Berlin, der Bezirksverordnetenversammlung von Tempelhof und von 1975 bis 1999 des Abgeordnetenhauses von Berlin. Dort war er stellvertretender Vorsitzender der CDU-Fraktion, Vorsitzender im Ausschuss für Wirtschaft und Technologie und energiepolitischer Sprecher der Fraktion. Er war zuletzt Vorsitzender der Senioren-Union im Kreis Böblingen.